# DSM-5
El  Diagnostic and Statistical Manual of Mental Disorders, Fifth Edition (DSM-5) —en español: Manual diagnóstico y estadístico de los trastornos mentales (DSM-5)— es la quinta edición del Manual diagnóstico y estadístico de los trastornos mentales (DSM), publicada en 2013 por la Asociación Estadounidense de Psiquiatría (APA), y que representa una herramienta de clasificación y diagnóstico en psiquiatría. En 2022, la APA publicó una versión revisada (DSM-5-TR).
En los Estados Unidos, funge como la principal autoridad en el diagnóstico psiquiátrico. Por lo común, las recomendaciones terapéuticas y el pago de profesionales de salud están determinadas por las clasificaciones del DSM, de forma que la publicación de una nueva versión adquiere significación práctica. El DSM-5 fue publicado el 18 de mayo de 2013 y reemplazó al DSM-IV-TR, publicado en el 2000. En 1999 comenzó el desarrollo de la nueva versión y continuó con la formación de un grupo de trabajo en 2007, que generó y experimentó en campo una variedad de nuevas clasificaciones. Con respecto a la edición previa, no sufrió grandes modificaciones en múltiples aspectos. Sin embargo, sí hubo diferencias significativas. 
Entre ellas están la reconceptualización del síndrome de Asperger, que pasó a ser parte de los trastornos del espectro autista; la eliminación de los subtipos de la esquizofrenia; la supresión de la «exclusión del duelo» de los trastornos depresivos; el cambio de nombre de trastorno de identidad de género a disforia de género, junto con un plan terapéutico corregido; la adhesión del trastorno por atracón como un trastorno de la conducta alimentaria; el renombre y reconceptualización de parafilias a trastornos parafílicos; la remoción del sistema multiaxial, y la separación de trastornos no especificados en otra categoría en trastornos específicos y trastornos no especificados. También el DSM-5 es el primero en emplear en su título números arábigos en lugar de la numeración romana, además de ser la primera versión como «documento vivo».
Algunos expertos criticaron la edición tanto antes como después de su publicación formal. Sus críticas incluyen que muchas de las revisiones y adiciones en el DSM-5 carecen de apoyo empírico; que existe una reducida confiabilidad interjuez para muchos trastornos; que varias secciones contienen información confusa, contradictoria o mal redactada, y que la industria farmacéutica psiquiátrica influyó exageradamente en el contenido. Muchos de los integrantes de los grupos de trabajo que se encargaron de su elaboración tenían conflictos de interés, como relaciones con empresas farmacéuticas.
Varios científicos argumentaron que esta edición fuerza a los médicos clínicos a realizar distinciones que no se apoyan en evidencia sólida y que tienen mayores implicaciones terapéuticas, incluyendo la necesidad de medicamentos. Las críticas dieron origen a una petición, firmada por diferentes organizaciones de salud mental, para que se reformara la obra.

## Cambios
El DSM-5 se divide en tres secciones, ordenadas con números romanos: la sección I se denomina «Conceptos básicos del DSM-5», seguida de la II, «Criterios y códigos diagnósticos», y la III, «Medidas y modelos emergentes».

### Sección I
Está dirigida a proporcionar pautas para el uso clínico y forense del manual.

### Sección II
Incluye los criterios y códigos diagnósticos de los diferentes trastornos.

#### Trastornos del neurodesarrollo
- El «retardo mental» (o «retraso mental») se renombró como «discapacidad intelectual (trastorno del desarrollo intelectual)».
- El trastorno fonológico y la tartamudez ahora se denominan trastornos de la comunicación —categoría que abarca el trastorno del lenguaje, los trastornos de los sonidos del habla, el trastorno de fluidez de inicio en la infancia y una nueva condición caracterizada por deficientes comunicaciones sociales verbales y preverbales, el «trastorno de la comunicación social (pragmático)».
- En los trastornos del espectro autista se incluyó al síndrome de Asperger, al trastorno desintegrativo de la infancia y al trastorno generalizado del desarrollo no especificado.
- Se adicionó una nueva subcategoría, los trastornos motores, que engloba a los trastornos del desarrollo de la coordinación, de movimientos estereotípicos y por tics, entre ellos el síndrome de Tourette.

#### Espectro de la esquizofrenia y otros trastornos psicóticos
- Se eliminaron todos los subtipos de la esquizofrenia —paranoide, desorganizada, catatónica, indiferenciada y residual—.
- Se requiere un episodio mayor del estado de ánimo para el trastorno esquizoafectivo. Durante la mayor parte de la duración del trastorno se cumple con el criterio A de la esquizofrenia —relacionado con delirios, alucinaciones, discurso o comportamiento desorganizados y síntomas negativos, como la abulia—.
- Se cambiaron los criterios para el trastorno delirante y se integró con el trastorno delirante compartido.
- En todos los contextos, la catatonia necesita de tres de un total de doce síntomas psicomotores. Puede ser un especificador de los trastornos depresivo, bipolar y psicótico, parte de otra condición médica o de otro diagnóstico específico.

#### Trastorno bipolar y trastornos relacionados
- Se adicionó un nuevo especificador, «con síntomas mixtos», para los trastornos bipolares de tipo I, II y no especificado y del trastorno depresivo mayor.
- Permite la aplicación de la categoría «Otro trastorno bipolar y trastorno relacionado especificado» en condiciones particulares.
- Los síntomas ansiosos —«con síntomas de ansiedad»— son un especificador de los trastornos bipolar y depresivo, pero no forman parte de los criterios diagnósticos del bipolar.

#### Trastornos depresivos
- Se eliminó la «exclusión del duelo» del DSM-IV de los trastornos depresivos.
- Se agregó el trastorno de desregulación disruptiva del estado de ánimo, aplicado en menores de dieciocho años.
- El trastorno disfórico premenstrual dejó de formar parte del apéndice para estudios posteriores y se convirtió en un trastorno propio.
- Se añadieron los especificadores de características mixtas y ansiedad, así como guías para médicos sobre el suicidio.
- La distimia se renombró como trastorno depresivo persistente.

#### Trastornos de ansiedad
- Para los distintos tipos de fobias y trastornos de ansiedad, se eliminó el requisito de que la persona (previamente, mayores de dieciocho años) debe reconocer que el miedo o la ansiedad son excesivos o irracionales. También la duración mínima de seis meses ahora aplica a todos y no solo los menores de edad.
- El ataque de pánico se convirtió en un especificador de todos los trastornos del DSM-5.
- El trastorno de pánico y la agorafobia se separaron en dos condiciones distintas.
- Los tipos específicos de fobias se volvieron especificadores, pero no fueron modificados.
- El especificador «Generalizada» del trastorno de ansiedad social cambió a «Solo actuación» (por ejemplo, hablar en público).
- El trastorno de ansiedad por separación y el mutismo selectivo se clasificaron como trastornos de ansiedad, previamente se les consideraba parte de los trastornos de inicio en la infancia, la niñez o la adolescencia.

#### Trastorno obsesivo-compulsivo y trastornos relacionados
- Se agregó un capítulo sobre el trastorno obsesivo-compulsivo y trastornos relacionados, que incluye: trastorno de excoriación (rascarse la piel), trastorno de acumulación, trastorno obsesivo-compulsivo y trastornos relacionados inducidos por sustancias/medicamentos y trastorno obsesivo-compulsivo y trastornos relacionados debidos a otra afección médica.
- La tricotilomanía (trastorno de arrancarse el cabello) se trasladó de los «trastornos del control de los impulsos no clasificados en otros apartados» a esta nueva categoría.
- Para los trastornos dismórfico corporal y de acumulación se añadieron especificadores para indicar el grado de introspección —«con introspección buena o aceptable», «con poca introspección» y «con ausencia de introspección/con creencias delirantes» (por ejemplo, el completo convencimiento de que las creencias obsesivo-compulsivas son ciertas).
- Se añadieron criterios diagnósticos al trastorno dismórfico corporal para describir comportamientos repetitivos o actos mentales que pueden surgir a partir de la percepción de defectos o imperfecciones en la apariencia física.
- El especificador «con síntomas obsesivo-compulsivos» se trasladó de los trastornos de ansiedad a esta nueva categoría.
- Se integraron dos nuevos diagnósticos: «otros trastornos obsesivo-compulsivos y trastornos relacionados especificados» —que pueden incluir al trastorno de comportamientos repetitivos centrados en el cuerpo (por ejemplo, morderse los labios o las uñas) o a los celos obsesivos— y «trastorno obsesivo-compulsivo y trastornos relacionados no especificados».

#### Trastornos relacionados con traumas y factores de estrés
- El trastorno por estrés postraumático (TEPT) se incluyó en esta nueva sección.
- Con base en los resultados de investigaciones analíticas de factores confirmatorios, los grupos de criterios diagnósticos del TEPT se reorganizaron y expandieron de tres a cuatro.
- Se adicionaron criterios separados para niños de seis años o menos.
- Para los diagnósticos de trastorno por estrés agudo y TEPT se modificó el criterio acontecimientos estresantes (A1 en el DSM-IV). Se eliminó el requisito de reacciones emocionales subjetivas específicas (A2 en el DSM-IV) debido a la falta de evidencia empírica de su utilidad y validez predictiva. Anteriormente, algunos grupos —como el personal militar en combate, los policías y los trabajadores de los servicios de emergencia— no cumplían con el criterio A2 debido a que su entrenamiento los preparaba para no reaccionar emocionalmente a los sucesos traumáticos.
- Se sumaron dos nuevos trastornos, previamente considerados subtipos de la misma condición: el trastorno reactivo del apego y el trastorno de relación social desinhibida.
- Los trastornos de adaptación se incluyeron en esta nueva sección y cambió su conceptualización a «síndromes de respuesta al estrés». Se mantuvieron iguales los subtipos «con estado de ánimo depresivo», «con ansiedad» y «con alteración de la conducta».

#### Trastornos disociativos
- El trastorno de despersonalización se renombró como «trastorno de despersonalización/desrealización».
- La fuga disociativa se convirtió en un especificador de la amnesia disociativa.
- Se expandieron los criterios diagnósticos del trastorno de identidad disociativo para incluir «fenómenos en forma de posesión y síntomas neurológicos funcionales». Se deja claro que «las transiciones en la identidad pueden ser observables por otras personas o comunicados por el individuo». También se modificó el criterio B para los individuos que experimentan lapsos en la memoria de acontecimientos cotidianos.

#### Trastornos de síntomas somáticos y trastornos relacionados
- Los trastornos somatomorfos se renombraron «síntomas somáticos y trastornos relacionados».
- Los pacientes con dolor crónico ahora pueden ser diagnosticados con el «trastorno de síntomas somáticos» con predominio de dolor, con «factores psicológicos que influyen en otras afecciones médicas» o con trastorno de adaptación.
- Se combinaron los trastornos de somatización y somatomorfo indiferenciado para formar un único trastorno de síntomas somáticos, diagnóstico que ya no requiere de un número determinado de síntomas somáticos.
- Los síntomas somáticos y trastornos relacionados se definen por síntomas positivos —«síntomas somáticos angustiantes» y pensamientos, sentimientos y comportamientos anormales asociados— y se minimiza el uso de síntomas sin explicación médica, excepto en los casos de trastorno de conversión y embarazo psicológico.
- Se agregó un nuevo diagnóstico: «factores psicológicos que influyen en otras afecciones médicas». Antiguamente se ubicaba en el capítulo «Otros problemas que pueden ser objeto de atención clínica» del DSM-IV.
- Se cambiaron los criterios diagnósticos para el trastorno de conversión.

#### Trastornos de la conducta alimentaria y de la ingesta de alimentos
- Se cambiaron los criterios diagnósticos para la pica y el trastorno de rumiación y ahora se aplican a personas de cualquier edad.
- El trastorno de atracones dejó de formar parte del apéndice para estudios posteriores y se convirtió en un trastorno propio.
- Los criterios para la bulimia nerviosa y el trastorno por atracones se cambiaron de episodios «al menos dos veces a la semana por seis meses» a «al menos una vez a la semana durante los últimos tres meses».
- Se cambiaron los criterios para la anorexia nerviosa, ya no se requiere la presencia de amenorrea.
- El «trastorno de la ingestión alimentaria de la infancia o la niñez» se transformó en el «trastorno de evitación/restricción de la ingesta de alimentos» y se expandieron sus criterios diagnósticos.

#### Trastornos de la excreción
- No hubo cambios significativos.
- Los trastornos descritos en este capítulo se clasificaban previamente bajo la categoría de «Trastornos de inicio en la infancia, la niñez o la adolescencia» en el DSM-IV. En el DSM-5 se convirtieron en una clasificación independiente.

#### Trastornos del sueño-vigilia
- Se eliminaron los «trastornos del sueño relacionados con otro trastorno mental» y los «trastornos del sueño debido a una enfermedad médica».
- El insomnio primaria se convirtió en el trastorno de insomnio y la narcolepsia se separó de otras hipersomnias.
- Se adicionaron tres trastornos del sueño relacionados con la respiración: apnea e hipopnea obstructiva del sueño, apnea central del sueño e hipoventilación relacionada con el sueño.
- Se expandieron los trastornos del ritmo circadiano de sueño-vigilia para incluir al tipo de fase de sueño avanzadas, tipo de sueño-vigilia irregular y el tipo de sueño-vigilia no ajustado a las veinticuatro horas. Se eliminó el jet lag
- El trastorno del comportamiento del sueño REM y el síndrome de las piernas inquietas son trastornos propios en lugar de listarse como «disomnia no especificada», como en el DSM-IV.

#### Disfunciones sexuales
- El DSM-5 tiene disfunciones sexuales específicas de cada sexo.
- Para las mujeres, los trastornos del deseo sexual y de la excitación sexual se combinaron en el «trastorno del interés/excitación sexual femenino».
- Las disfunciones sexuales —con excepción de la disfunción sexual inducida por sustancias/medicamentos— ahora requieren de una duración aproximada de seis meses y criterios de severidad más exactos.
- Se agregó un nuevo diagnóstico: «trastorno de dolor genito-pélvico/penetración», que integró a la dispareunia y al vaginismo del DSM-IV.
- Se eliminó el trastorno por aversión al sexo.
- Al eliminarse un subtipo incluido en el DSM-IV, los especificadores para todos los trastornos se limitaron a «de por vida» y «adquirido» y «generalizado» y «situacional».
- Se eliminaron dos subtipos: «disfunción sexual debida a una enfermedad médica» y «debida a factores psicológicos / factores combinados».

#### Disforia de género
- Aunque similares, el trastorno de identidad de género del DSM-IV y la disforia de género del DSM-5 no son iguales. Se añadieron criterios diagnósticos seaparados para niños, adolescentes y adultos apropiados para los diferentes estados del desarrollo.
- Se eliminaron los subtipos del trastorno de identidad de género basados en la orientación sexual.
- Entre los cambios de redacción, se combinaron los criterios A y B (identificación entre géneros y aversión a uno de los géneros). Además se creó una disforia de género diferente para niños, así como una para adultos y adolescentes. También se trasladaron de los «trastornos de la identidad sexual» a una categoría propia. En parte, el cambio de nombre se debió a la estigmatización relacionada con el término «trastorno» y el relativamente poco uso de «disforia de género» en la literatura relacionada y entre los especialistas. La creación de un diagnóstico específico para niños reflejó la menor capacidad que los individuos de estos grupos etarios tienen de comprender lo que están experimentado o de expresarlo en caso de que sí exista instrospección.

#### Trastornos disruptivos, del control de los impulsos y de la conducta
Algunos de estos trastornos formaban parte del capítulo sobre trastornos de inicio en la infancia, la niñez o la adolescencia (como los trastornos negativista desafiante y de conducta). Además, el trastorno explosivo intermitente, la cleptomanía y la piromanía, integrados en la sección «Trastornos del control de los impulsos no clasificados en otros apartados» del DSM-IV, se trasladaron a este capítulo.
- El trastorno de la personalidad antisocial se incluye en este capítulo y en el relacionado con los trastornos de la personalidad (pero el trastorno por déficit de atención con hiperactividad figura como un trastorno del neurodesarrollo).
- Se consideran tres tipos de síntomas en el trastorno negativista desafiante: enfado/irritabilidad, discusiones/actitud desafiante y vengativo. Se eliminó la exclusión de trastorno de conducta. También cambiaron los criterios con la adición de una nota sobre la frecuencia y las medidas de severidad.
- Se agregó el especificador «Con emociones prosociales limitadas» para personas con características insensibles y de falta de remordimientos.
- Las personas con la edad mínima de seis años pueden ser diagnosticados con el trastorno explosivo intermitente sin que presenten arrebatos de agresión física. Se agregaron criterios diagnósticos sobre la frecuencia y para especificar que los arrebatos producen «un marcado malestar en el individuo, alteran su rendimiento laboral o sus relaciones interpersonales, o tienen consecuencias económicas o legales».

#### Trastornos relacionados con sustancias y trastornos adictivos
- Se adicionaron los trastornos por consumo de tabaco y el juego patológico.
- El abuso y la dependencia de sustancias del DSM-IV-TR se combinaron en trastornos únicos de uso de sustancias específicas para cada sustancia dentro de la nueva categoría «adicciones y trastornos relacionados». En los criterios diagnósticos se eliminó «problemas legales recurrentes» y se añadió el «ansia, intenso deseo o necesidad de utilizar una sustancia». Se cambió el umbral del número de criterios necesarios para el diagnóstico y la severidad de leve a severa se basa en el número de criterios que se cumplan. Se incluyeron también criterios para la abstinencia de marihuana y cafeína, así como nuevos especificadores para remisión inicial y sostenida, junto con los de «en un entorno controlado» y «en terapia de mantenimiento».
- Ya no existen los diagnósticos de polisustancias en el DSM-5; se deben especificar la(s) sustancia(s).

#### Trastornos neurocognitivos
- La demencia y la amnesia pasaron a ser trastornos neurocognitivos mayores y leves. La quinta edición tiene también una nueva lista de dominios cognitivos. «Se presentan nuevo criterios separados» para los trastornos neurocognitivos mayores y leves producto de varias condiciones. Son nuevos diagnósticos los trastornos de este tipo inespecíficos y los inducidos por sustancias o medicamentos.

#### Trastornos de la personalidad
- El trastorno de personalidad se integró en un nuevo eje con todos las enfermedades mentales y otros diagnósticos médicos. Sin embargo, se mantuvieron los mismos diez tipos de personalidad.
- Se ha pedido que el DSM-5 provea información clínicamente relevante de base empírica para conceptualizar la personalidad así como sus psicopatologías. También acarrea problemas la cuestión de heterogeneidad del trastorno de la personalidad. Por ejemplo, cuando se determinan sus criterios diagnósticos es posible que dos individuos con el mismo diagnóstico tengan síntomas completamente diferentes que no necesariamente se superpongan. También hay preocupaciones en torno a cuál modelo es mejor para el DSM, el modelo de diagnóstico apoyado por psiquiatras o el modelo dimensional respaldado por psicológicos. El primero sigue el mismo abordaje de la medicina tradicional, más conveniente para los entornos clínicos, aunque no plasma las complejidades de la personalidad normal y anormal. El abordaje dimensional muestra varios grados de personalidad, enfatiza en un contínuum entre normal y anormal, en el que este último es algo más allá de un umbral de una dimensión unipolar y bipolar.

#### Trastornos parafílicos
- Se añadieron nuevos especificadores a los criterios diagnósticos de todos los trastornos parafílicos: «en un entorno controlado» y «en remisión total.»
- Se hizo una distinción entre los comportamientos parafílicos, o parafilias, y los trastornos parafílicos. Se añadió la palabra trastorno a todas las parafilias. Por ejemplo, se lista trastorno de pedofilia en lugar de pedofilia. No hay cambios en la estructura diagnóstica básica desde el DSM-III-R. Sin embargo, la persona ahora debe cumplir los criterios cualitativos (criterio A) y de consecuencias negativas (criterio B) para ser diagnosticado con un trastorno parafílico. De otra manera, se considera que tienen una parafilia (y no diagnóstico). Aparece el trastorno de masoquismo sexual entre las parafilias con el código F65.5 [302.83].

### Sección III
Recoge medidas dimensionales para la evaluación de los síntomas, criterios sobre la formulación cultural de los trastornos y una propuesta alternativa sobre la conceptualización de los trastornos de personalidad, así como una descripción de las condiciones clínicas que están actualmente en estudio.

## Edición en español
- American Psychiatric Association (2023). DSM-5-TR® Manual Diagnóstico y Estadístico de los Trastornos Mentales. Texto revisado 2023. Editorial Médica Panamericana. ISBN 9788411060721.
- American Psychiatric Association (2014). DSM-5. Manual diagnóstico y estadístico de los trastornos mentales. Editorial Médica Panamericana. ISBN 9788498358100.